# Boriza giacomelli
Boriza giacomelli är en fjärilsart som beskrevs av Köhler 1924. Boriza giacomelli ingår i släktet Boriza och familjen tandspinnare. Inga underarter finns listade i Catalogue of Life.